# Zorzines koreana
Zorzines koreana là một loài bướm đêm trong họ Noctuidae.